# Avesnes-le Comte Communal Cemetery
Avesnes-le Comte Communal Cemetery is een begraafplaats gelegen in de Franse plaats Avesnes-le-Comte (Pas-de-Calais). De militaire graven worden onderhouden door de Commonwealth War Graves Commission.
De begraafplaats telt 2 geïdentificeerde Gemenebest graven uit de Eerste Wereldoorlog.